# Edou Hamstra
Edou Hamstra (Drachten, 27 mei 1994) is een Nederlands politica. Ze was van 2018 tot 2025 namens de Partij van de Arbeid lid van de Provinciale Staten van Friesland. Sinds 2025 is ze regionaal projectleider bij SUN Nederland.
Hamstra, wier ouders een groentewinkel in Eastermar hadden, studeerde bestuurskunde aan de Thorbecke Academie in Leeuwarden. Ze was voorzitter van de Friese afdeling van de Jonge Socialisten en toen Hamstra in 2018 tussentijds lid werd van de Friese Staten als tijdelijke plaatsvervanger, was ze verreweg het jongste Statenlid. In mei 2022 werd ze aangekondigd als de PvdA-lijsttrekker voor de Provinciale Statenverkiezingen 2023 en op 31 augustus de nieuwe fractievoorzitter, welke functie ze na de verkiezingen bleef vervullen in de vijfkoppige fractie.
Na haar studie werkte Hamstra naast haar Statenlidmaatschap als hypotheekmedewerker. Op 29 januari 2025 verliet ze de Staten, om fulltime aan de slag te gaan als regionaal projectleider bij Stichting Urgente Noden Nederland (SUN Nederland). Deze organisatie helpt mensen in financiële nood.